# Aleksandr Moskalenko
Aleksandr Moskalenko (en rus Александр Москаленко, Pereiaslovskaia, Krasnodar, Unió Soviètica, 4 de novembre de 1969) és un gimnasta soviètic i, posteriorment, rus ja retirat. Era especialitzat en trampolí i va ser el guanyador de dues medalles olímpiques i divuit metalls en el Campionat del Món de llit elàstic, entre elles cinc medalles d'or en la prova individual.

## Biografia
Va néixer el 1969 a la ciutat de Pereiaslovskaia, població situada al que en aquells moments formava part de la República Socialista Federada Soviètica de Rússia (Unió Soviètica) i que avui en dia forma part de Rússia. Va participar, als 30 anys, en els Jocs Olímpics d'Estiu de 2000 realitzats a Sydney (Austràlia), on va aconseguir guanyar la medalla d'or en la prova masculina de trampolí, en la primera edició que aquesta modalitat formava part del programa olímpic. En els Jocs Olímpics d'Estiu de 2004 realitzats a Atenes (Grècia) va aconseguir guanyar la medalla de plata en aquesta mateixa prova.